# Rick Beato

Rick Beato (2023)

Richard Beato (* 24. April 1962 in Fairport, New York) ist ein US-amerikanischer Musiker, Songwriter, Tontechniker, Plattenproduzent und YouTuber. Er hat Songs für eine Vielzahl von Musikern geschrieben und produziert, darunter Needtobreathe und Shinedown.
Beato ist CEO und Mitbegründer der Firma Nuryl, die eine Baby Brain Training App produziert.

## Ausbildung und Karriere
Beato studierte Musik am Ithaca College im Bundesstaat New York, wo er einen Bachelor-Abschluss in Musik erwarb. 1987 kam ein Master in Jazz studies am New England Conservatory of Music hinzu.
Dann arbeitete Beato als Session-Musiker, Dozent, Songwriter, Studiotechniker, Mischtonmeister und Musikproduzent. Er hat auch Lehrbücher über Musiktheorie geschrieben und Online-Lektionen zu diesem Thema produziert.
Bekannt wurde er als YouTuber.

## YouTube
Beato begann seine YouTube-Karriere im Jahr 2015, nachdem er ein Video seines jüngsten Sohnes Dylan veröffentlicht hatte, der in der Lage ist, einzelne Noten innerhalb komplexer Akkorde nach nur einmaligem Hören zu identifizieren; dieses Video, in dem Dylan sein absolutes Gehör demonstriert, erhielt 3 Millionen Aufrufe und veranlasste Beato, einen YouTube-Kanal zu starten. Am 27. August 2019 erhielt Beato den Goldenen Play Button von YouTube, als er eine Million Abonnenten erreichte. Im Oktober 2024 hatte der YouTube-Kanal 4,51 Millionen Abonnenten.
Eine Serie des Kanals heißt What Makes This Song Great?, in der Beato die Elemente populärer Songs dekonstruiert und diskutiert. Die Videos der Serie erreichen oft über eine Million Aufrufe.
In einem Video holt sich Beato die Hilfe des Bon-Jovi-Gitarristen Phil X und des Gitarrenvirtuosen Eric Johnson, um das Gitarrensolo von Led Zeppelins legendärem Stairway to Heaven neu zu interpretieren. Beato und Phil X spielen das Gitarrensolo im Stil von Peter Frampton bzw. Eddie Van Halen, während Johnson es in seinem eigenen Stil spielt.
Beato hat sich über die Frage des Fair Use geäußert. Mehrere seiner Videos, beispielsweise über Radiohead und Fleetwood Mac, wurden aufgrund von Urheberrechtsansprüchen von der YouTube-Plattform entfernt. Im Juli 2020 sagte Beato vor einem United States Senate Committee on the Judiciary zum Thema Fair Use aus.

## Privates
Beato ist verheiratet und hat drei Kinder. Er lebt in Georgia. Seine mehrfach erklärte Lieblingsband sind The Beatles.